# Evženie Martínez Vallejo

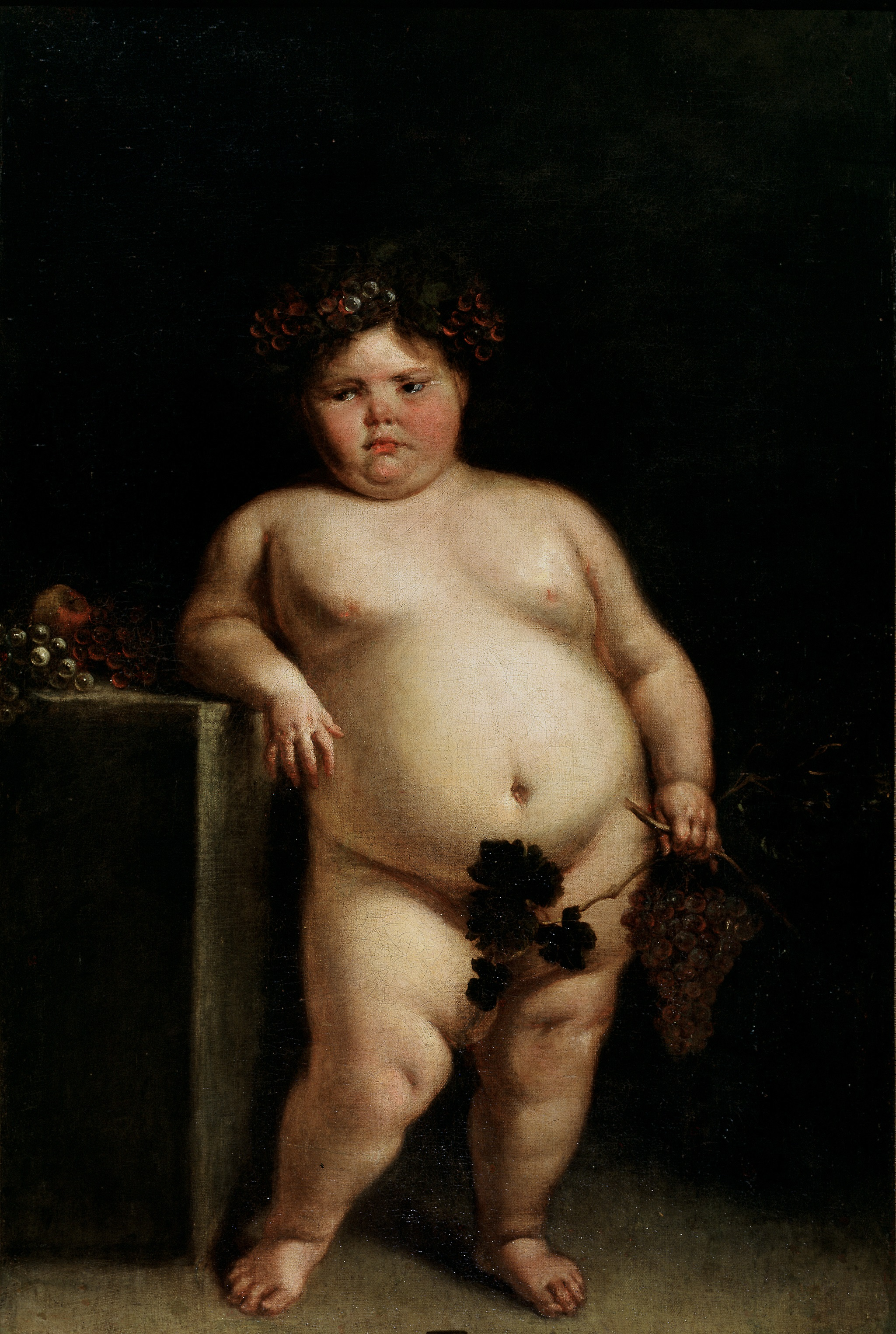
Evženie Martínez Vallejo - svlečená (1680)

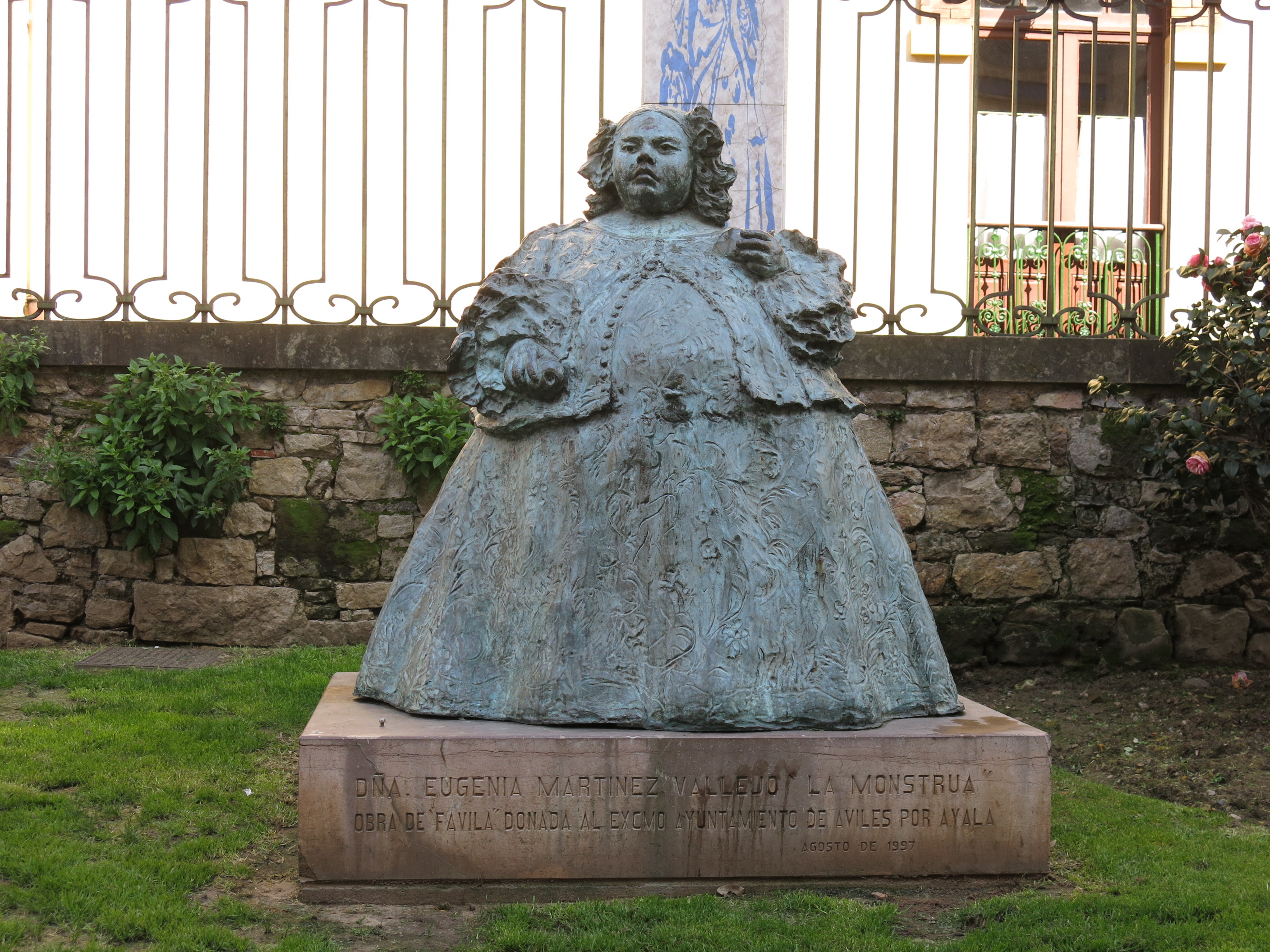
Evženie Martínez Vallejo - socha

Evženie Martínez Vallejo (1674–1699) byla španělská dvorní šaškyně. Proslavila se svou neobvykle robustní postavou a vysokou hmotností, o nichž se dnes předpokládá, že byly projevem Prader-Williho syndromu.

## Životopis
Evženie Vallejo se narodila roku 1674 v malé vesnici Merindad de Montija u Burgosu ve Španělsku. Její rodiče, Antonie de la Bodega a José Martínez Vallejo, pocházeli z chudých poměrů a matka ji porodila v kostele, když jí během mše praskla plodová voda
Již jako kojenec měla Evžénie velkou chuť k jídlu. Počáteční rychlý nárůst hmotnosti byl tehdy vnímán pozitivně, protože z lékařského hlediska to znamenalo, že dítě prospívá a dobové ideály krásy preferovaly u žen mírně plnější postavu vnímanou jako příslib plodnosti.
V jednom roce dosáhla hmotnosti 25 kg. V šesti letech vážila Evžénie Vallejo již 70 kg.
Zpráva o jejím stavu se donesla až do Madridu a roku 1680 byla dívka předvolána ke dvoru španělského regenta Karla II. Král byl jejím vzhledem natolik zaujat, že pověřil dvorního malíře Juana Carreña de Mirandu vytvořením dvou jejích celotělových portrétů: jednoho v královských šatech a druhého nahého. Obrazy nesou názvy „Monstrum – oblečené“ a „Monstrum – nahé“.
Dívka u dvora zůstala a zastávala funkci šaškyně, přičemž její vzhled sloužil jako zdroj údivu i zábavy. Tato situace nebyla v dané době u osob s výraznými fyzickými odlišnostmi neobvyklá. Mnozí panovníci na svých dvorech drželi lidi s deformacemi či postižením a využívali je pro pobavení. Navzdory její přítomnosti u dvora neexistují žádné záznamy o finančním zabezpečení, které by jí bylo poskytováno, a je pravděpodobné, že byla předváděna pouze při určitých příležitostech jako kuriozita.
Evženie Martínez Vallejo zemřela roku 1699.

## Umění
Oba Carreñovy portréty dívky jsou vystaveny v Museo del Prado v Madridu.
Kromě obrazů je dívka zvěčněna i jako socha od Amada Gonzáleze Hevii z roku 1997, bronzové dílo je známé jako „Favila“ a stojí na ulici Carreño Miranda ve městě Avilés.